# Walter von Engelhardt
Le baron Walter von Engelhardt, né le 1er juillet 1864 à Dorpat (aujourd'hui Tartu en Estonie) dans le gouvernement de Livonie, appartenant à l'Empire russe, et mort le 7 mars 1940 à Dusseldorf en Allemagne, est un architecte paysagiste allemand d'origine germano-balte et ancien sujet russe. C'est le frère de l'architecte Rudolf von Engelhardt (1857-1913).

## Biographie
Walter von Engelhardt descend d'une ancienne famille de la noblesse germano-balte installée en Courlande et en Livonie depuis des siècles. Son frère Rudolf von Engelhardt (1857-1913), architecte, collabore avec Alvar Aalto. Son père, le baron Moritz von Engelhardt, est professeur de théologie à l'université de Dorpat. 
Il étudie la botanique entre 1883 et 1887 à l'université germanophone de Dorpat et fait partie de la corporation étudiante Livonia (de). Grâce à son mémoire sur les cycadophytes, il obtient le grade universitaire de candidat en botanique. Il entre alors comme bibliothécaire au musée botanique de Saint-Pétersbourg, capitale de l'Empire, puis à l'académie impériale des Sciences. Il peut poursuivre des recherches personnelles sous la direction de Karl Ivanovitch Maximovitch.
Il voyage en 1891-1892 en Allemagne, Suisse et Italie et entreprend une carrière d'architecte paysagiste jusqu'en 1905. Il fonde avec son ami Max von Sivers un arboretum dans le domaine familial de ce dernier au manoir de Römershof (aujourd'hui Skriveri) en Livonie, ainsi qu'une école d'architecture.
Engelhardt quitte la Russie après la révolution de 1905 et devient en mars 1906 directeur des jardins de la ville de Dusseldorf. Pendant les viingt-cinq années de sa carrière (jusqu'à sa retraite le 30 juin 1931) il crée ou aménage de nombreux parcs, squares ou ensembles paysagers de la ville. On lui doit entre autres les aménagements de la Hansaplatz de la Klever Platz (aujourd'hui Kolpingplatz), de la Graf-August-Platz, de la Corneliusplatz, du Schwannenmarkt, de la Schillerplatz ou du Ehrenhof. Engerhardt prône d'abord l'utilisation de lignes géométriques, plutôt que le style paysager romantique, puis mélange les genres.
C'est le premier architecte paysagiste à côté de Fritz Encke à faire partie en 1908 du Deutscher Werkbund, fondé un an plus tôt par Hermann Muthesius. L'association est à l'origine de l'école supérieure d'artisanat de Dusseldorf, dont Engelhardt devient doyen, pour la partie d'art des jardins, puis d'architecture paysagiste. Cette école fusionne avec l'académie des beaux-arts de Dusseldorf en 1919 et Engelhardt y enseigne l'art des jardins, jusqu'en 1931. Il est envoyé à Münster en 1921 pendant un an pour la conservation des parcs et jardins princiers.
Engelhardt eut de nombreux élèves et fut à l'origine de l'architecture paysagiste moderne en Allemagne. Il est inhumé au cimetière du Nord de Düsseldorf.

## Œuvre
On peut distinguer parmi ses créations: 
- De nombreux parcs dans les provinces baltes ou en province de Prusse-Orientale, dont les parcs des châteaux ou villes de : Katzdangen (de), Groß Roop (de), Orellen (de), Koltzen (en), Hoppenhof, parc du château de Rappin, Ollustfer, le parc du haras de Trakehnen, etc.
- La conservation et l'aménagement du parc d'Oranienbaum (aujourd'hui Lomonossov), palais du duc Georges-Alexandre de Mecklembourg-Strelitz.
- Le parc du château de Wendgräben, près de Magdebourg
- Le parc d'Heilmannshof à Krefeld
- Le Raffelbergpark de Speldorf à Mülheim
- À Dusseldorf, on peut distinguer le Hofgarten de Dusseldorf devant le théâtre avec le parterre Goldstein, ainsi que plusieurs places de la ville, le Rheinpark Golzheim, et les terrasses du Rhin.